# Hugh Welchman

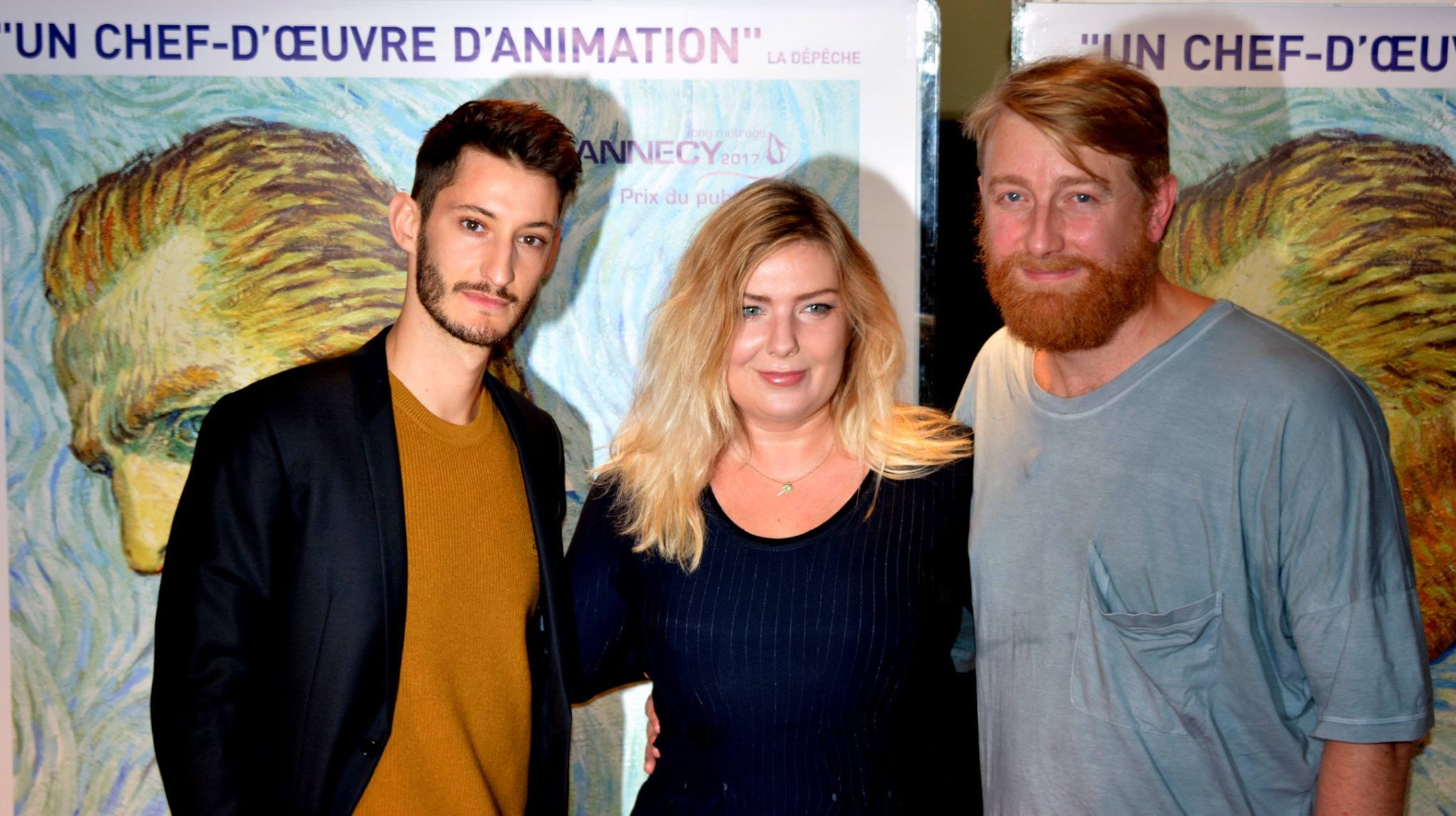
Hugh Welchman (rechts) neben seiner Ehefrau Dorota Kobiela bei einer Vorpremiere des Films Loving Vincent (links: Pierre Niney).

Hugh Welchman (* Anfang 1975 in Bracknell, Buckinghamshire) ist ein britischer Filmproduzent.

## Leben
Der im ersten Quartal 1975 geborene Welchman studierte Philosophy, Politics and Economics an der Universität Oxford und besuchte anschließend die National Film and Television School in London.
Ab 2001 produzierte er einige Kurzfilme, wie z. B. The Clap und The Most Beautiful Man in the World, für den er 2003 eine Nominierung für den besten Kurzfilm bei den BAFTA Awards erhielt. Später folgten auch einige – bisher eher unbekannt gebliebene – Spielfilme.
2006 erschien der etwa 30-minütige Kurzfilm Peter und der Wolf, eine in Stop-Motion gedrehte Neuinterpretation des Klassikers Peter und der Wolf von Sergei Prokofjew, das 1936 seine Uraufführung hatte. Welchman produzierte den Film, bei dem Suzie Templeton Regie führte. Gemeinsam gewannen die beiden bei der Oscarverleihung 2008 den Oscar in der Kategorie Bester animierter Kurzfilm. Bei den BAFTA Awards erhielten sie 2007 zusätzlich eine Nominierung.
2007 arbeitete Welchman als Visual Effects Supervisor für das französische Drama La vie en rose.
Mehrere Jahre arbeitete Hugh Welchman an dem ersten Animationsfilm in Spielfilmlänge, der mit über 60.000 einzelnen Ölgemälden erstellt wurde: Loving Vincent wurde 2017 veröffentlicht und erzählt eine fiktive Geschichte über den rätselhaften Tod von Vincent van Gogh. Der Film benutzt als Grundlage für die Szenen nur Gemälde von van Gogh. Loving Vincent, den Welchman gemeinsam mit seiner Ehefrau Dorota Kobiela realisierte, gewann mehrere Auszeichnungen, darunter den Europäischen Filmpreis 2017 als bester Animationsfilm.
Ende Juni 2018 wurde Welchman ein Mitglied der Academy of Motion Picture Arts and Sciences, ebenso seine Frau Dorota Kobiela.

## Auszeichnungen
Polnisches Filmfestival Gdynia
- 2017: Nominierung als Bester Film für den Goldenen Löwen (Loving Vincent)[3]
- 2023: Nominierung als Bester Film für den Goldenen Löwen (Das Flüstern der Felder)
- 2023: Auszeichnung mit dem Sonderpreis der Jury (Das Flüstern der Felder)[4]